# Jean-François-Paul Le Fèvre de Caumartin
Jean-François-Paul Le Fèvre de Caumartin, il cui cognome viene riportato anche come Lefèvre de Caumartin, Lefebvre de Caumartin o Lefèvre Caumartin (Châlons-en-Champagne, 16 dicembre 1668 – Blois, 30 agosto 1733) è stato un vescovo cattolico francese.
Fu vescovo di Vannes (dal 1718 al 1720) e di Blois (dal 1720 alla morte).
È anche stato nominato membro dell'Académie française (dal 1694) e dell'Académie des inscriptions et belles-lettres (dal 1701).
Studioso di tendenze gianseniste, non pubblicò mai alcuna opera. Lasciò tuttavia una biblioteca di quasi 10.000 volumi. Fu uno dei proprietari del vaso Gaignières-Fonthill.

## Genealogia episcopale
La genealogia episcopale è:
- Cardinale Guillaume d'Estouteville, O.S.B.Clun.
- Papa Sisto IV
- Papa Giulio II
- Cardinale Raffaele Sansone Riario
- Papa Leone X
- Papa Paolo III
- Cardinale Francesco Pisani
- Cardinale Alfonso Gesualdo di Conza
- Papa Clemente VIII
- Cardinale Pietro Aldobrandini
- Cardinale Laudivio Zacchia
- Cardinale Antonio Barberini, O.F.M.Cap.
- Cardinale Nicolò Guidi di Bagno
- Arcivescovo François de Harlay de Champvallon
- Cardinale Louis-Antoine de Noailles
- Vescovo Vincent-François des Maretz
- Vescovo Jean-François-Paul Le Fèvre de Caumartin